# 小田原市立片浦小学校
小田原市立片浦小学校（おだわらしりつ かたうらしょうがっこう）は、神奈川県小田原市根府川にある公立小学校。

## 沿革
- 1873年（明治6年）8月2日 - 石橋、米神、根府川、江之浦の四村に、それぞれ寺院を仮校舎として「石橋学校」「米神学校」「根府川学校」「江之浦学校」設立[1]。
- 1895年（明治28年） - 石橋・米神の二村が合同して「尋常志喜小学校」を、根府川・江之浦の二村が合同して「尋常根府川小学校」（萩の尾625番地ロ号）を設置[1]。
- 1913年（大正2年）4月 - 石橋、米神、根府川、江之浦の4村が合併して片浦村となり、本校を「片浦村立尋常高等根府川小学校」、分校を「片浦村立尋常志喜小学校」と改称[1]。
- 1915年（大正4年）10月24日 - 両校を統合して「尋常高等片浦小学校」と改称（開校記念日）[1]。
- 1923年（大正12年）4月 - 「足柄下郡片浦尋常高等小学校」に改称[1]。
- 1941年（昭和16年）4月 - 「足柄下郡片浦国民学校」に改称[1]。
- 1947年（昭和22年）4月 - 「足柄下郡片浦村片浦小学校」に改称[1]。
- 1995年（平成7年）10月21日 - 開校80周年記念式典、こもれびの道完成[1]。

## 学校教育目標
出典
かしこく たくましく うつくしい心 アイ ラブ 片浦

## 通学区域
出典
- 石橋
- 米神
- 根府川
- 江之浦

## 主な進学先
出典
- 小田原市立城山中学校

## 出身者
- 廣枝音右衛門